# Milano-Domodossola-Milano 1906
La Milano-Domodossola-Milano 1906, prima ed unica edizione della corsa, si svolse su 2 tappe fra il 15 e il 16 aprile 1906. La vittoria fu appannaggio dell'italiano Pierino Albini, che precedette i connazionali Giulio Tagliavini e Giovanni Cuniolo.

## Tappe
| Tappa  | Data      | Percorso             | km  | Vincitore di tappa | Leader cl. generale |
| ------ | --------- | -------------------- | --- | ------------------ | ------------------- |
| 1ª     | 15 aprile | Milano > Domodossola | 143 | Pierino Albini     | Pierino Albini      |
| 2ª     | 16 aprile | Domodossola > Milano | ?   | Pierino Albini     | Pierino Albini      |
| Totale | Totale    | Totale               | ?   |                    |                     |

## Dettagli delle tappe

### 1ª tappa
- 15 aprile: Milano > Domodossola – 143 km

Risultati
| Pos. | Corridore         | Squadra         | Tempo |
| ---- | ----------------- | --------------- | ----- |
| 1    | Pierino Albini    | Legnano         | ?     |
| 2    | Giulio Tagliavini | Turkheimer      | ?     |
| 3    | Giovanni Cuniolo  | Rudge Whitworth | ?     |

| Pos. | Corridore         | Squadra         | Punti |
| ---- | ----------------- | --------------- | ----- |
| 1    | Pierino Albini    | Legnano         | ?     |
| 2    | Giulio Tagliavini | Turkheimer      | ?     |
| 3    | Giovanni Cuniolo  | Rudge Whitworth | ?     |

### 2ª tappa
- 16 aprile: Domodossola > Milano – ? km

Risultati
| Pos. | Corridore           | Squadra         | Tempo |
| ---- | ------------------- | --------------- | ----- |
| 1    | Pierino Albini      | Legnano         | ?     |
| 2    | Giovanni Cuniolo    | Rudge Whitworth | ?     |
| 3    | Giovanni Rossignoli | Turkheimer      | ?     |

| Pos. | Corridore         | Squadra         | Punti |
| ---- | ----------------- | --------------- | ----- |
| 1    | Pierino Albini    | Legnano         | ?     |
| 2    | Giulio Tagliavini | Turkheimer      | ?     |
| 3    | Giovanni Cuniolo  | Rudge Whitworth | ?     |

## Ordine d'arrivo (Top 3)
| Pos. | Corridore         | Squadra         | Punti |
| ---- | ----------------- | --------------- | ----- |
| 1    | Pierino Albini    | Legnano         | ?     |
| 2    | Giulio Tagliavini | Turkheimer      | ?     |
| 3    | Giovanni Cuniolo  | Rudge Whitworth | ?     |